# Йоун Аурнасон
Йоун Аурнасон (исл. Jón Árnason, 17 августа 1819 — 4 сентября 1888, Рейкьявик) — исландский учёный-фольклорист и краевед. В середине XIX века начал собирать исландские народные сказки, и в 1852 году вышел сборник «Исландские сказки» (исл. Íslenzk Æfintýri), однако не завоевал популярности. Несмотря на это, Йоун Аурнасон продолжал собирать сказки со всех концов Исландии, и в 1862—1864 годах в Лейпциге был издан двухтомник «Исландские сказки и сказания» (исл. Íslenzkar Þjóðsögur og Æfintýri) общим объёмом 1300 страниц. Позднее плод трудов учёного был переиздан в Рейкьявике в шести томах.

## Биография
Йоун Аурнасон известен прежде всего как автор и собиратель исландских сказок и саг. Он был первым куратором Национального музея Исландии, также работал библиотекарем в Национальной библиотеке Исландии в Рейкьявике.
В 1862 и 1864 годах свет увидели два тома собранных исландских народных саг и сказок, которые были напечатаны на исландском языке при содействии  немецкого историка Конрада Маурера, который проявлял особый интерес к исландской культуре, в том числе к фольклору. Ныне этот двухтомник считается классическим собранием исландского фольклора.
Йоун Аурнасон также упорядочил жизнеописание Мартина Лютера (1852) и историю Карла Великого (1853).